# 설세웅
설세웅(薛世雄, 555년 ~ 617년)은 수나라의 장군이다. 자는 세영(世英)이며, 하동군 분음현(汾陰縣) 사람이다. 북제, 토욕혼, 서역, 고구려, 돌궐 등 여러 전투에서 공을 세웠다. 제2차 여수전쟁에서는 살수에서 참패하여 포위당했지만 분전하여 빠져나왔다. 수나라 말 각지에서 반란이 터지자 진압하려 했으나 두건덕에게 참패하고 분사하였다.

## 생애

### 어린 시절과 이민족
어렸을 때부터 전쟁놀이를 하며 지휘하는 것을 좋아했고 그 형세가 정연했다. 북주 무제가 북제를 평정할 때 종군하여 그 공으로 17살의 나이에 수도독(帥都督)이 되었다. 수나라 건국 후로도 수 차례 전공을 세워 의동삼사(儀同三司) 우친위거기장군(右親衛車騎將軍)에 올랐고, 양제가 즉위하자 우감문랑장(右監門郞將)으로 옮겼다. 토욕혼(토곡혼) 정벌에도 참가하여 통의 대부(通議大夫)까지 받았다.
608년(대업 4년) 옥문도행군대장(玉門道―)으로서 돌궐 계민가한(啓民可汗)과 함께 서역의 이오(伊吾, 지금의 신장위구르 자치구 하미 시)를 합공하기로 했다. 그런데 계민가한이 약속 날짜에 오지 않았다. 그럼에도 홀로 사막을 건너니, 수나라군이 오지 못할 것이라 여겨 방심하고 있던 이오의 항복을 받아낼 수 있었다. 한나라 때의 옛 이오성 동쪽에 새로운 이오성을 쌓아 은청광록대부(銀靑光祿大夫) 왕위(王威)를 남겨 두고 돌아왔다. 황제가 기뻐하여 정의대부(正議―)로 승진시키고 상을 내렸다.

### 여수전쟁
612년 제2차 여수전쟁에서는 24개의 군 중 좌(左) 제11군 옥저도(沃沮道)군을 맡았다. 별동대로도 뽑혀 우문술, 우중문 등과 함께 평양까지 갔다가 철수하던 중 을지문덕에게 살수(지금의 청천강)에서 대패하였다. 백석산(白石山)에 이르렀을 때 고구려군에게 포위당해 사면에서 화살이 비처럼 쏟아졌다. 일단 파리한 병사들로는 방진(方陣)을 짜고 기병 200명과 함께 돌파를 시도했다. 이 과정에서 설세웅은 갑옷이 너무 무거워서 칼을 빨리 휘두를 수 없다면서 갑옷을 벗었다. 이에 고구려군이 점차 물러나자 병사를 한꺼번에 풀어 물리치고 돌아올 수 있었다. 하지만 잃은 것이 많았다. 유사룡은 참수형에 처해지고 다른 장수들은 작위가 박탈되고 서민으로 강등되었으나 설세웅은 이 행적 덕분에 면직으로 그쳤다.
613년 제3차 여수전쟁에 참전하여 우후위장군(右候衛―)을 받고 답돈도(蹋頓道)군으로서 오골성(烏骨城)으로 향했으나 양현감의 난이 터져 철수하라는 명을 받았다. 양제가 유성에 이르러 설세웅을 동북도대사(東北道大使) 겸 연군태수(燕郡―)로 임명해 그 지역을 위로하게 하였다. 이때 돌궐의 약탈이 극성이었으므로 군대를 모아 변방을 돌아보았다. 614년 제4차 여수전쟁에도 좌어위대장군(左禦衛―)이 되어 종군하였고 탁군유수(―留守)를 겸하였다.

### 하간 전투
와강군(瓦崗軍)이 봉기하여 낙양이 위협받고 중원이 혼돈에 빠지자 617년 7월(음력) 그 토벌을 위해 30,000명을 이끌고 남하하다가 하간군(河間郡) 칠리정(七里井)에서 두건덕을 만나 진을 쳤다. 두건덕은 정예병 수천 명을 늪지에 매복시키고는 병사들이 죄다 도망간다고 거짓 소문을 냈다. 설세웅은 자신이 두려워서 그런 줄 알고 경계가 해이해졌다. 두건덕이 이를 알고는 몸소 정예병 수백 명과 함께 밤에 몰래 기습하였다. 때마침 안개가 짙게 껴서 아무것도 보이지 않았다. 설세웅군의 진영은 붕괴되어 제대로 싸워보지도 못하고 서로가 서로를 짓밟으며 달아나기에 급급했다. 여기서 만여 명이 죽었다. 설세웅은 주변의 수십 기(騎)만 인솔한 채 하간성으로 물러났다. 그 수치심과 울분에 병이 나서 탁군으로 돌아왔다가 얼마 지나지 않아 분사했다. 나이 63세였다.

## 성품과 평가
청렴하고 몸가짐을 조심히 하며 곳곳에서 전투를 하면서도 민간에는 조금도 폐를 끼치지 않았다. 양제는 설세웅이 ‘청렴하고 바르며 절개가 있어 옛사람의 기질이 있다’고 신하들에게 공개적으로 칭찬하며 우감문랑장에서 우익위장군(右翊衛―)으로 초배(超拜)하였다. 《수서》에서는 주라후, 주법상, 이경(李景), 설세웅, 모용삼장(慕容三藏)이 모두 용맹하여 스스로의 힘으로 부귀를 누렸다고 하였다.
무예가 뛰어나 살수대첩 당시 모두 죽게 될 수나라 군대는 설세웅의 용맹 덕분에 그나마 소수라도 살 수 있었다.

## 가계
- 부 : 설회(薛回)
  - 본인 : 설세웅
    - 장남 : 설만술(薛萬述)
    - 차남 : 설만숙(薛萬淑)[9]
    - 삼남 : 설만균(薛萬鈞)
    - 사남 : 설만철(薛萬徹)
    - 막내 : 설만비(薛萬備)

## 참고 문헌
- 《수서》65권 열전 제30 설세웅
- 《북사》76권 열전 제64 설세웅